# Uvaria synsepala
Uvaria synsepala är en kirimojaväxtart som beskrevs av Friedrich Anton Wilhelm Miquel. Uvaria synsepala ingår i släktet Uvaria och familjen kirimojaväxter. Inga underarter finns listade i Catalogue of Life.